# (36356) 2000 NY28
2000 NY28 (asteroide 36356) é um asteroide da cintura principal. Possui uma excentricidade de 0.25184280 e uma inclinação de 5.27323º.
Este asteroide foi descoberto no dia 2 de julho de 2000 por Spacewatch em Kitt Peak.